# Антал, Нимрод
Ни́мрод А́нтал (англ. Nimród E. Antal; венг. Antal Nimród; род. 30 ноября 1973, Лос-Анджелес, Калифорния, США) — американский кинорежиссёр и актёр венгерского происхождения.

## Биография
Нимрод Антал родился в семье венгров в Лос-Анджелесе, Калифорния. В 1991 году уехал в Венгрию, где поступил в Академию театра и кино в Будапеште. После окончания работал в теле- и киноиндустрии. В 2003 году снял свой дебютный полнометражный фильм «Контроль». Фильм получил «Приз молодежи» на Каннском фестивале в 2004 году. В 2005 Антал вернулся в Лос-Анджелес.

## Фильмография

### Режиссёр
- 2003 — Контроль / Kontroll
- 2007 — Вакансия на жертву / Vacancy
- 2009 — Инкассатор / Armored
- 2010 — Хищники / Predators
- 2013 — Metallica: Сквозь невозможное / Metallica Through the Never
- 2015 — Сосны / Wayward Pines (эпизод «A Reckoning»)
- 2017 — Грабитель Виски / A Viszkis

### Сценарист
- 2003 — Контроль / Kontroll
- 2013 — Metallica: Сквозь невозможное / Metallica Through the Never

### Актёр
- 2010 — Мачете / Machete — телохранитель № 1

## Награды и номинации
| Год  | Награда                                             | Категория                      | Работа   | Результат |
| ---- | --------------------------------------------------- | ------------------------------ | -------- | --------- |
| 2004 | Каннский кинофестиваль                              | Премия молодежи                | Контроль | Победа    |
| 2004 | Международный кинофестиваль в Чикаго                | Гран-при «Золотой Хьюго»       | Контроль | Победа    |
| 2004 | Международный кинофестиваль в Копенгагене           | Лучший режиссёр                | Контроль | Победа    |
| 2004 | Cottbus Film Festival of Young East European Cinema | FIPRESCI Prize                 | Контроль | Победа    |
| 2004 | Неделя венгерского кино                             | «Gene Moskowitz» Critics Award | Контроль | Победа    |
| 2004 | Неделя венгерского кино                             | Sándor Simó Memorial Award     | Контроль | Победа    |
| 2004 | Варшавский кинофестиваль                            | Приз зрительских симпатий      | Контроль | Победа    |
| 2004 | Премия Европейской киноакадемии                     | Лучший режиссёр                | Контроль | Номинация |
| 2005 | Филадельфийский кинофестиваль                       | Приз зрительских симпатий      | Контроль | Победа    |
| 2006 | Sannio FilmFest                                     | Лучший фильм                   | Контроль | Победа    |
| 2006 | Польская кинопремия                                 | Лучший европейский фильм       | Контроль | Номинация |